# Empangeni
Empangeni − miasto w Republice Południowej Afryki, w prowincji KwaZulu-Natal.
W założonym w 1851 roku mieście żyje 27 606 ludzi. Jest położone ok. 160 km na północ od miasta Durban i 60 km na południowy zachód od miasta Eshowe, leży w górzystym regionie, zaś administracyjnie należy do dystryktu Uthungulu w prowincji KwaZulu-Natal. W odległości 15 km położone jest nadbrzeżne miasteczko Richards Bay.
Średnia temperatura letnia to 28,4 °C, a zimowa to 14,5 °C.
W 1903 roku do doprowadzono kolej z Durbanu, zaś w 1931 roku nadano prawa miejskie.